# Resultativ
Der grammatische Terminus resultativ (lateinisch resultatum ‚Ergebnis‘), auch effektiv oder konklusiv (frz. résultatif, état résultant) bezeichnet eine Aktionsart bzw. als semantisch umfassende Kategorie Resultativität im Rahmen der Aspektualität. Die Handlung, der Vorgang oder der Zustand, der im Verbstamm gegeben ist, wird dabei als erfolgter, abgeschlossener Wechsel in einen neuen Zustand, also ergebnisbezogen beschrieben.
Unter dem Begriff werden gelegentlich die terminative, telische oder perfektive und die delimitative Aktionsart mitgefasst. Ähnlich wie die resultative wird die egressive Aktionsart definiert, in einigen Werken sind sie gleichbedeutend.
Die Aktionsart namens Resultativ ist zu unterscheiden von der Resultativkonstruktion, die vor allem durch Adjektive in Konstruktion mit einem Verb gebildet wird; siehe hierzu unter Resultative Prädikativa.

## Resultativität im Deutschen
Im Deutschen können diverse Mittel die Resultativität von Ausdrücken kennzeichnen, wobei die Stellung im Verbsystem (Wortbildungsprodukte, Verbform) von der Realisierung abhängt:
Elisabeth Leiss schlägt eine homogene Analyse aller Konstruktionen mit konjugiertem sein + Partizip II als Resultativum vor:
„Sie ist aufgewacht“ (traditioneller Status: sein-Perfekt)
„Die Vorführung ist eröffnet“ (traditioneller Status: sein-Passiv, Zustandspassiv)
Das erste Beispiel ist dann als Zustandspräsens („Sie ist eine Aufgewachte“), als aktivisches Resultativum, das zweite als passivisches Resultativum (..eine Eröffnete) zu analysieren. Resultativum ist hier nicht als Tempusform, sondern als Aspekt-Passiv-Übergangskategorie definiert.
Die Bildung ist bei terminativen und perfektiven Verben möglich.
Andere Autoren negieren das Resultativum als eigene Kategorie, aber allgemein:
„… dient die sein- Konstruktion im prototypischen Fall als Resultativkonstruktion im Verhältnis zur Vollverbkonstruktion“ (so in der 7. Auflage der Duden-Grammatik von 2005, auf das sein-Passiv bezogen)
Gerhard Helbig und Joachim Buscha schreiben den mit haben/sein + Partizip II umschriebenen Tempora (Futur II, Perfekt und Plusquamperfekt; in der Duden-Grammatik von 2005 Perfekttempora genannt) einen „aktionalen Faktor der Resultativität“ zu („Er ist/war/wird eingeschlafen sein“ = „Er schläft/schlief/wird schlafen“).
In deutschen Grammatiken wie den früheren Auflagen der Duden-Grammatik, etwa von 1995, oder in der Grammatik von Götze und Hess-Lüttich wird resultativ als Fachbegriff für eine „Aktionsartklasse“ (so ausdrücklich in Götze/Hess-Lüttich) und synonym mit egressiv verwendet. Die sog. resultativen bzw. egressiven Verben bilden eine Untergruppe sog. perfektiver (oder in beiden Grammatiken als Synonym aufgeführt: terminativer) Verben. Darunter fallen Präfixbildungen wie verblühen oder aufessen.

## Resultativität in anderen Sprachen

### Griechisch
Die altgriechische Sprache drückt Resultativität primär in der Bildung der Perfektformen (Perfekt, Plusquamperfekt, Futur II) aus: πέφευγα, „ich bin geflohen (und jetzt in Sicherheit)“
Um einfache Abgeschlossenheit, wie sie beim perfektiven Aspekt gegeben ist, von resultativer Abgeschlossenheit abzugrenzen, machte man Folgendes: Für solche Perfektformen, die nur zur Bezeichnung von Handlungen und Vorgängen, die vorzeitig sind, abgeschlossen werden und ein Resultat hinterlassen (im Gegensatz zum deutschen und lateinischen Perfekt etwa, das auch nicht-resultativ als Vergangenheitsform gebraucht wird: lat. „fugi“, „Ich bin geflohen (und jetzt weg)“ oder „Ich floh/bin geflohen (irgendwann einmal)“) wurde die Verbalkategorisierung Stadium (englische Entsprechung: stage) eingeführt. Neben dem Altgriechischen findet sich dieses Muster auch noch in anderen indogermanischen Sprachen.
Allerdings ist der Fachausdruck „resultativ“ als Unterkategorie des „Stadiums“ eher ungebräuchlich; die Umschreibungen mit έχω + Aparemfato (z. B. είχατε γράψει, „ihr hattet geschrieben“) im Neugriechischen und auch die synthetischen Perfektformen des Altgriechischen werden eher Formen des perfektischen Aspekts genannt.

### Slawische Sprachen
Im Russischen drückt sich Resultativität durch Wortbildungsmechanismen (Wortbildung) aus. Isačenko zählt die resultative Aktionsart zu einer Subklassifikation der Aktionsarten mit Phasenbedeutung und macht folgende Feindifferenzierungen:
 Die Ableitungsmittel (Affixe), die die Aktionsart markieren, folgen in Fettschrift. Die folgende Auflistung der Subkategorien der resultativen Aktionsart ist nur ein Auszug der Einteilung Isačenkos. Es ist zu beachten, dass es keine universelle Terminologie gibt. Demnach kann im Folgenden das eine oder andere ein Neologismus sein.
- Verben, die ein erfolgreiches Ende des vom Grundverb Denotierten bezeichnen: eigentlich-resultative Derivate, z. B. побриться (pobrit’sja) ‘sich rasieren’
- Verben, die das Beendigen des vom Grundverb Denotierten bezeichnen: terminative Derivate, z. B. пропеть (propet’) ‘(zu Ende) singen’
- Verben, die das Beendigen des vom Grundverb Denotierten nach einer gewissen Dauer bezeichnen: perdurative Derivate, z. B. проспать (prospat’) ‘(eine bestimmte Zeit hindurch) schlafen’
- Verben, die bezeichnen, dass das vom Grundverb Denotierte nicht weiter getan werden kann, weil es nicht mehr geht: exhaustative Derivate, z. B. убегаться (ubegat’sja) ‘sich müde laufen’
- Verben, die bezeichnen, dass das vom Grundverb Denotierte sämtliche Objekte oder ein ganzes Objekt erfasst: totale Derivate, z. B. изранить (izranit’) ‘viele Wunden beibringen’

Wie die Aktionsartklassifizierungen (Aktionsart) in Germanistik und Slawistik generell verschieden ausfallen, so ist dies auch bei der tieferen Typisierungen der resultativen Aktionsart der Fall (vgl. hierzu Isačenko).

### Französisch
Im Französischen lässt sich resultative Aspektualität neben dem Passé composé (z. B. mourir, „sterben“ → „Il est mort“, „Er ist tot/gestorben“) auch durch das Weglassen des Agens im Passiv ausdrücken: „La maison était déjà achetée“, „Das Haus war schon gekauft“.

### Spanisch
In der spanischen Sprache bzw. deren Grammatik lässt sich zur Unterscheidung der spanischen Verbformen ha cantado (Pretérito perfecto), „er hat gesungen ([+resultativ]: „und hat jetzt Durst, wird jetzt bestraft… “)“ und cantaba, „er sang (pflegte zu singen, sang ständig …)“ (Imperfekt, Pretérito imperfecto) anwenden.